# IC 4004
IC 4004  ist eine Galaxie vom Hubble-Typ S M im Sternbild Jagdhunde am Nordsternhimmel. Sie ist schätzungsweise 488 Millionen Lichtjahre von der Milchstraße entfernt und hat einen Durchmesser von etwa 115.000 Lj.

In ihrer unmittelbaren Nachbarschaft befindet sich die Galaxie IC 4003.
Das Objekt wurde am 21. März 1903 von Max Wolf entdeckt.